# 高木孝詮
高木 孝詮（たかぎ たかのり、1905年9月19日-1981年9月22日）は、日本の法学者。専門は、刑法・法学概論。元八幡大学学長。香川県出身。

## 履歴
- 1905年 - 香川県仲多度郡竜川村生まれ
- 1928年 - 岡山第六高等学校卒業
- 1932年 - 九州帝国大学法文学部卒業。同大学院にて研究生。
- 1940年 - 九州大学文学部国文科卒業。
- 1940年 - 九州専門学校教授。
- 1942年 - 戸畑専門学校校長。
- 1944年 - 八幡専門学校校長。
- 1950年 - 八幡大学教授。
- 1965年 - 藍綬褒章授与。[1]
- 1973年 - 八幡大学第五代学長就任。
- 1975年 - 勲三等旭日中綬章。[2]
- 1981年 - 死去。

## 人物
讃岐の塩・砂糖・綿・糀を生産する豪農家の長男として生まれる。
幼少の頃は糀屋の坊ちゃんと呼ばれていた。
13才で香川県立丸亀中学校に入学しその後香川師範学校に入学、
一旦琴平の小学校に勤務した。大正14年に岡山第六高等学校に進学し昭和3年に
九州帝国大学法文学部に入学した。帝大では法制史の金田平一郎教授に師事した。
その後大学院で研究生となるが、昭和13年に九大法文学部国文科に再入学し江戸時代の
町人文学の研究に没頭した。卒論は「西鶴における町人の経済的側面からの研究」であった。
その後金田教授の推薦により九州専門学校の教授に就任した。
九専では独逸語・民法・倫理学の授業も受け持ち、八幡大学での専門の刑法学以外にも多くの講義を担当していた。
また高木は昭和22年戸畑専門学校設立時校歌（正確には昭和15年11月3日に発表された山田耕作作曲、宇賀田順三作詩の九州専門学校校歌の作詩部分の改作）として山田耕作の作曲に自ら作詩した。これは現在の九州国際大学学歌として今日に至っている。
昭和52年4月八幡大学枝光会館に胸像が建つ。

## 著書論文
- 『二宮先生語録抄』　社会体制研究所　　1948年
- 『破壊活動防止法釈義』　　二克会　　　1953年
- 『日本国憲法における刑事関係規定と人権思想』　1954年
- 『法律学原論』　　　　関書院　　　　　1954年

他

## 対外活動
北九州教育委員会委員長
九州船員地方労働委員会会長　昭和40年～昭和57年　